# Bombaž
Bombáž je naravno vlakno. Dejansko so to semenske nitke semen bombaževca (Gossypium), ki omogočajo, da veter semena prenaša na velikih razdaljah. Največkrat jih predejo v tanke niti, iz katerih se tkejo tkanine.

## Sestavine
Pri predelavi bombaža se izgubi samo približno 10 % surove teže. Ko odstranijo vosek, beljakovine in ostale rastlinske ostanke, ostane naraven polimer celuloze. Posebna ureditev celuloze daje bombažu veliko odpornost proti trganju vlaken. Vsako vlakno je sestavljeno iz 20–30 plasti celuloze v spiralni zgradbi. Ko se kosmič bombaža odpre, se vlakna posušijo in prepletejo med seboj. To lastnost uporabljajo za predenje zelo tankih niti.

## Zgodovina
Bombaž uporabljajo za izdelavo oblek že tisočletja, predvsem v tropskih področjih.
Nekateri viri trdijo, da so Egipčani uporabljali bombaž že 12.000 let pred našim štetjem.
V Babilonu so bombaž imenovali belo zlato.
V mehiških votlinah so našli bombažne obleke, ki so stare približno 7.000 let.
Najstarejši zapis o bombažu je iz Indije. V Indiji gojijo bombaž že več kot 3.000 let. Omenjen je v spisu Rigveda iz leta 1500 pr. n. št.
1000 let kasneje je zgodovinar Herodot o indijskem bombažu zapisal: Obstajajo divja drevesa, iz semen katerih pridelujejo bombaž, ki po kakovosti in lepoti presega volno. Bombaž uporabljajo za izdelavo oblačil. Indijska bombažna industrija je izgubila svoj blišč med industrijsko revolucijo. Leta 1764 so izumili t.i. »Spinning jenny«, zgodnji predilni stroj z več vreteni. Ta in drugi stroji so omogočili ceneno predelavo v Združenem kraljestvu.
Na jugu ZDA je bila pridelava bombaža dolgo vezana na delo sužnjev.
V 20. stoletju je bombaž dobil močnega tekmeca v industrijsko izdelanih vlaknih. Glavni tekmec so poliestrska vlakna, ki so jih v letih 2003/2004 predelali več kot bombaža.

## Pridelava
| #                                                             | Država                     | 2009       | 2010       | 2011       |
| ------------------------------------------------------------- | -------------------------- | ---------- | ---------- | ---------- |
| 1                                                             | Ljudska republika Kitajska | 6.377.00   | 5.970.000  | 6.588.959  |
| 2                                                             | Indija                     | 4.083.400  | 5.683.000  | 5.984.000  |
| 3                                                             | ZDA                        | 2.653.520  | 3.941.700  | 3.412.550  |
| 4                                                             | Pakistan                   | 2.111.400  | 1.869.000  | 2.312.000  |
| 5                                                             | Brazilija                  | 956.189    | 973.449    | 1.673.337  |
| 6                                                             | Uzbekistan                 | 1.128.200  | 1.136.120  | 983.400    |
| 7                                                             | Turčija                    | 638.250    | 816.705    | 954.600    |
| 8                                                             | Avstralija                 | 329.000    | 386.800    | 843.572    |
| 9                                                             | Turkmenistan               | 220.100    | 330.000    | 330.000    |
| 10                                                            | Argentina                  | 135.000    | 230.000    | 295.000    |
| —                                                             | Svet                       | 19.848.921 | 22.714.154 | 24.941.738 |
| Vir: Organizacija Združenih narodov za prehrano in kmetijstvo |                            |            |            |            |

Danes pridelujejo bombaž na vseh petih celinah. Za sajenje uporabljajo sadike, ki se vzgajajo s selekcijo ali v novejšem času tudi z genetskim inženirstvom.
Pridelava bombaža zahteva intenzivno uporabo agrokemikalij (gnojila in insekticidi) ter zahteva zelo veliko vode in je zato zelo škodljiva za okolje.
Kot najboljši vrsti bombaža veljata Mako iz Egipta in Sea Island Cotton iz ZDA.